# Harina de calamar
En el Perú se ha creado en 2005 una harina para consumo humano utilizando principalmente el calamar gigante (Dosidicus gigas), y, en menor escala, la anchoveta (Engraulis ringens) y otros productos marinos, la cual es producida sin utilizar solventes ni agentes químicos, obteniendo una proteína de alta digestibilidad a bajo costo.

## Utilización
Esta harina es utilizada para elaborar diversos tipos de alimentos, como por ejemplo panes, galletas, pastas, papillas infantiles, embutidos o sopas instantáneas, los cuales pueden ser utilizados para alcanzar diferentes propósitos.

## Objetivos
- Ayudar a aliviar los graves problemas de desnutrición que experimentan millones de personas en países subdesarrollados. Diversos estudios demuestran que este producto es capaz de reducir efectivamente la desnutrición, razón por la cual existe un interesante potencial en este sector.

- Reducir los costos de producción de aquellos alimentos que actualmente son comercializados y que usan alguna proteína animal  en su composición debido a que este producto es más económico que cualquier otra fuente animal.

## Investigación
La harina de calamar para consumo humano es el resultado de muchos años de investigación en el Perú con el objetivo de crear una proteína animal económica de gran calidad nutricional que pueda ser utilizada para reemplazar otras fuentes de proteína animal como la leche o los huevos.

## Eliminación de olor
A fin de que este producto pueda diferenciarse del típico olor de la harina de pescado convencional para alimentación animal, este nuevo producto pasa por un proceso que prácticamente elimina el olor y sabor característico de las especies utilizadas como insumo.